# お嬢様と憐れな（こ）執事
『お嬢様と憐れな（こ）執事』（おじょうさまとあわれなこしつじ）は、Carol Worksから2017年5月26日に発売されたアダルトゲームである。

## ゲームシステム
Carol Worksの第3作である本作は、それまで発売された過去作品同様、女性上位を中心としたドタバタコメディ作品となっている。ゲームの目的は、学園生活と執事の仕事を両立させつつも、お嬢様に専属の執事として認めてもらえるようにするものであり、好感度が高くなるにつれて、より過激なプレイをたのしめるようになっている。

## あらすじ
主人公・轟六道は破天荒な父親に幼少時から振り回され、とうとう家財を失い浮浪者となってしまった。そこへ父親の弟で、六道にとっては叔父にあたる轟雷道が、生活を援助するから反抗期の我が娘たちの橋渡し役をしてほしいと六道に頼んできた。生活に困っていたこともあり、六道は二つ返事で引き受ける。だが、叔父の娘である三姉妹はいずれも六道を自分専属の執事にすべく画策しており、執事として叔父の家に来た六道はそんな彼女たちに振り回されるのであった。

## 登場人物
轟 六道（とどろき りくどう）
声：美咲桃子
本作の主人公。
轟 火凛（とどろき かりん）
声：香山いちご
轟三姉妹の長女。
学園では生徒会長を務めるほどの優等生である一方、気が強い上にわがままな性格をしており、雷道や六道を悩ませた。
轟 水萌（とどろき みなも）
声：歩サラ
轟三姉妹の次女。かなりの人見知り故六道に対してはぶっきらぼうに接する一方、他の姉妹が六道にちょっかいをかけたときは止めに入るなど、気遣いのできる一面もある。
家族に内緒で越前保育園でアルバイトをしている。
轟 土筆（とどろき つくし）
声：琉花あか
轟三姉妹の三女。
水萌とは対照的に明るく社交的な性格をしており、かわいらしい容姿も相まって学園では人気がある一方、たまに黒い表情を見せては周囲を引かせている。
音無 光子（おとなし みつこ）
声：美空なつひ
雷道の元で長く働いているメイド。
轟 天道（とどろき てんどう）
声：桂艶丸
六道の父。かつては大企業の社長だったが、外国人パブの女性に貢ぐために会社の金を横領したかどで懲戒免職となり、自身の浪費癖が災いして家財道具まで失い、息子の同伴にあずかる形で弟の世話になる。
轟 雷道（とどろき らいどう）
声：桂艶丸
天道の双子の弟。兄の後始末を今までしてきており、兄と甥が落ちぶれた際も手を差し伸べた。亡き妻を今でも愛している。
桐生寺 茉莉(きりゅうじ まつり)
声：shizuku
聖絢女学院副会長で、火凛の右腕にあたる。穏やかな人物に見えるが、実際はマゾヒストであり、弟の童貞を狙うほどのブラコンでもある。
小山内 虎子（おさない とらこ）
火凛の取り巻きの代表者。火凛を敬愛するあまり、近づく輩には喧嘩を売るものの、実際は喧嘩が弱い。実家が大手パン工房であるため、パンを持ち歩くことが多い一方、「うんこ」という単語を好む。
越前 和華（えちぜん わか）
水萌のアルバイト先の越前保育園の園長の娘である保育補助士で、皆からはワカさんと呼ばれている。
「国家資格を持っていない」と本人は自称しているものの、不在がちの園長の代わりを務めており、他の保育士からも信頼されている。
御上野 咲良（おがみの さくら）
声：葵ゆり
土筆のクラスのクラス委員長。真面目な性格で先生や同級生から慕われている一方、冗談が通じないため土筆から少し敬遠されている。